# Коцофанка
Коцофанка (рум. Coțofanca) — село у повіті Келераш в Румунії. Входить до складу комуни Гурбенешть.
Село розташоване на відстані 48 км на схід від Бухареста, 53 км на захід від Келераші.

## Населення
За даними перепису населення 2002 року у селі проживали 544 особи. Усі жителі села рідною мовою назвали румунську.
Національний склад населення села:
| Національність | Кількість осіб | Відсоток |
| -------------- | -------------- | -------- |
| румуни         | 431            | 79,2%    |
| цигани         | 112            | 20,6%    |